# 伯多祿·利則·巴萊托·希梅諾
伯多祿·利則·巴萊托·希梅諾（西班牙語：Pedro Ricardo Barreto Jimeno；1944年2月12日—）是天主教秘魯籍司鐸級樞機和耶穌會會士及現任萬卡約總教區總主教。

## 生平
伯多祿·利則·巴萊托·希梅諾於1944年2月12日在秘魯首都利馬出生。他加入耶穌會後，分別在西班牙和秘魯利馬的耶穌會修院裡學習神學及哲學。1971年12月18日晉鐸。
2001年11月21日，巴萊托·希梅諾被時任教宗若望·保祿二世任命為秘魯哈恩宗座代牧區宗座代牧，領阿哥費特領銜教區主教銜。他於2002年1月1日晉牧。2004年7月17日，希梅諾接任成為萬卡約總教區正權總主教。他於同年9月5日正式就任。同時，他改任為秘魯哈恩宗座代牧區宗座署理。
2012年9月29日，他出任宗座正義和平理事會成員。同年，他也被選為秘魯主教團副團長。2018年5月20日，教宗方濟各宣佈樞機團將會於同年6月29日增添14位成員，巴萊托·希梅諾是其中一位。他們後來提前一天加入樞機團。他於該日獲冊封為司鐸級樞機，領奧斯蒂耶恩塞大道聖伯多祿聖保祿堂區司鐸銜。

## 牧徽

伯多祿·利則·巴萊托·希梅諾枢机牧徽